# Cattedrale di San Macario
La cattedrale di San Macario (in inglese Cathedral Church of St Machar) è la chiesa principale della Chiesa di Scozia ad Aberdeen, situata a nord del centro moderno della città. Non è una sede vescovile, ma conserva il titolo di cattedrale dal periodo precedente alla Riforma.

## Leggende
Secondo la leggenda, all'interno delle mura di questa imponente cattedrale sarebbe conservato il braccio sinistro del famoso guerriero scozzese, sotterrato come monito per i dissidenti dell'epoca. L'edificio attuale è stato costruito nel XIII secolo come chiesa fortificata sul sito di un luogo di culto del VI secolo, ma nei secoli alcune parti hanno subito demolizioni e rifacimenti. Una visita in questa splendida chiesa medievale in granito ti farà viaggiare a ritroso nel tempo.